# Convent de Sant Domènec (Puigcerdà)
El Convent de Sant Domènec de Puigcerdà, a tocar del temple del mateix nom, va ser fundat el 1290 pel frare dominicà Bernat Guillem. Els dominicans havien arribat a la vila un parell d'anys abans, i havien romàs en una casa en préstec, com acostumaven a procedir els ordes mendicants. L'església es va començar cap al 1292, amb el suport de Jaume II. També hi van contribuir Ponç d'Ur i el qui era bisbe d'Urgell, Guillem de Montcada. Guillem Cadell, adinerat de Puigcerdà, va fer un donatiu de 400 sous per poder rebre sepultura al convent, una pràctica habitual a l'època i font important d'ingressos per als mendicants. Sembla que les obres es van enllestir cap al 1310. La seva fundació va rebre, a l'inici, l'oposició del monestir de Cuixà.
Cal tenir en compte que la fundació del convent coincideix amb el període més puixant de Puigcerdà. Amb el pas del temps, tant l'església com el convent van sofrir destruccions i reconstruccions, de manera que actualment l'únic que en roman és l'església, tot i que reformada, i part del claustre, que probablement ja no forma part de l'etapa de la fundació, sinó del 1610. Durant el segle xiv hi visqué el frare Arnau de Pinós, que fou venerat com a beat a la seva tomba en la sala capitular.
La violència del terratrèmol del 1428 també va arribar a Puigcerdà i el convent en va resultar afectat.
A inicis del XIX, quan era en reconstrucció, va quedar malmès durant la Guerra del Francès: se'n va destruir el claustre, gairebé totalment. El 1835 el convent va ser suprimit i es va utilitzar com a caserna militar i, posteriorment, com a escola. El 1868 la Junta Revolucionària de Puigcerdà n'enderroca el campanar. L'any 1936 s'incendia. Com que l'anterior temple parroquial, Santa Maria de Puigcerdà, queda destruït durant la guerra civil, passa a ser-ho aquesta.
Actualment, després d'una remodelació del 2001, les dependències conventuals allotgen avui dia la Biblioteca Comtat de Cerdanya, l'Arxiu Comarcal de la Cerdanya (ACCE), l'Institut d'Estudis Ceretans i el Casal d'Avis Sant Domènec de Puigcerdà.

## Arquitectura
El temple segueix el model del temple mendicant de nau única, amb capelles laterals entre els contraforts. Té una sola nau de dimensions tals que donen idea de la importància demogràfica de la vall. Fa 16 metres d'amplada i 34 de llargada.
La capçalera fou substituïda, durant el segle xx, per un arc triomfal de to classicitzant. La coberta fou reformada íntegrament després de l'incendi de 1936, poc encertadament: es van usar unes plaques de ceràmica de motius vegetals i geomètrics, i es van mal modificar les càrregues damunt dels arcs del diafragma.
Actualment, romanen cinc capelles allotjades entre els contraforts, cobertes amb volta de creueria. La primera i la cinquena del costat de l'epístola allotgen l'escala que porta al cor i a l'orgue, l'actual del segle xx, encara plenament operatiu. La segona té una tipologia del segle xiv.
L'interès major de l'exterior és la façana principal, molt modificada. Al segle xx s'hi va traslladar un portal de l'antiga església de Santa Maria, la destruïda durant la guerra civil, de marbre vermell d'Isòvol. De la porta principal, del XV, se'n pot destacar el sòcol, molt desenvolupat, present al llarg de tota la façana, que inclou decoració de motius vegetals.

## Pintures murals
La tercera capella del costat de l'evangeli conté pintures murals datades entre 1320 i 1340. Són un exemple de la pintura gòtica lineal de tradició francesa, inspirades en una vidriera de la catedral de Carcassona. El tema és la vida de sant Pere i l'Al·legoria de la Creu (Lignum vitae).
Aquestes pintures foren traslladades a Barcelona per ser restaurades i posteriorment es van conservar a l'edifici Fontana d'Or de Girona durant anys. Als vuitanta retornaren a la vila. Un altre fragment roman al Museu Nacional d'Art de Catalunya.

## L'esplendor del convent
A l'Arxiu Comarcal de la Cerdanya s'hi conserva una còpia d'un manuscrit de Joan Trigall que és un testimoni de l'esplendor que conservava l'edifici el 1603:
| «                                         | Otro monasterio muy grande y rico junto a la calle y puerta de Lívia es el de frailes Predicadores o de la orden de Santo Domingo. Su templo también es muy grande, hermoso y rico. Hará cerca de 150 años que se cayó por un terremoto, después lo volvieron a edificar. Tiene una puerta grandísima y hermosísima, todo de piedra jaspe muy bien labrada y muy lisa, tanto que yo muchas veces, cuando era muchacho, limpiando primero con la ropa o con el pañuelo, me miraba en ella (...) También tiene un coro muy grande con dos órdenes de sillas labradas y más de veinte altares y retablos. Con su grande órgano y otro organillo en la capilla de Ntra. Sra. del Rosario, aunque está en la misma nave. (...) Tiene muy buenos y ricos ornamentos, así de plata como toda suerte de sedas, como casullas, capas, etc. Tiene una hermosa torre o campanario, con tres campanas y unos grandes claustros (...) con muy lindos pilares de piedra redondos todos y cada uno de una pieza. Tiene una huerta grande y pozo. Viven (...) veinte frailes de continuo (...) Hay noviciado y dan el hábito. Continuamente leen en él curso de artes y teología... | » |
| — Joan Trigall, Cerdaña y Puigcerdá, 1603 | |   |